# Nusseiben
Die Nusseiben (Torreya) bilden eine Pflanzengattung in der Familie der Eibengewächse (Taxaceae). Sie besitzt heute ein disjunktes Areal mit Arten in den südöstlichen sowie westlichen USA und in China sowie Japan.

## Beschreibung

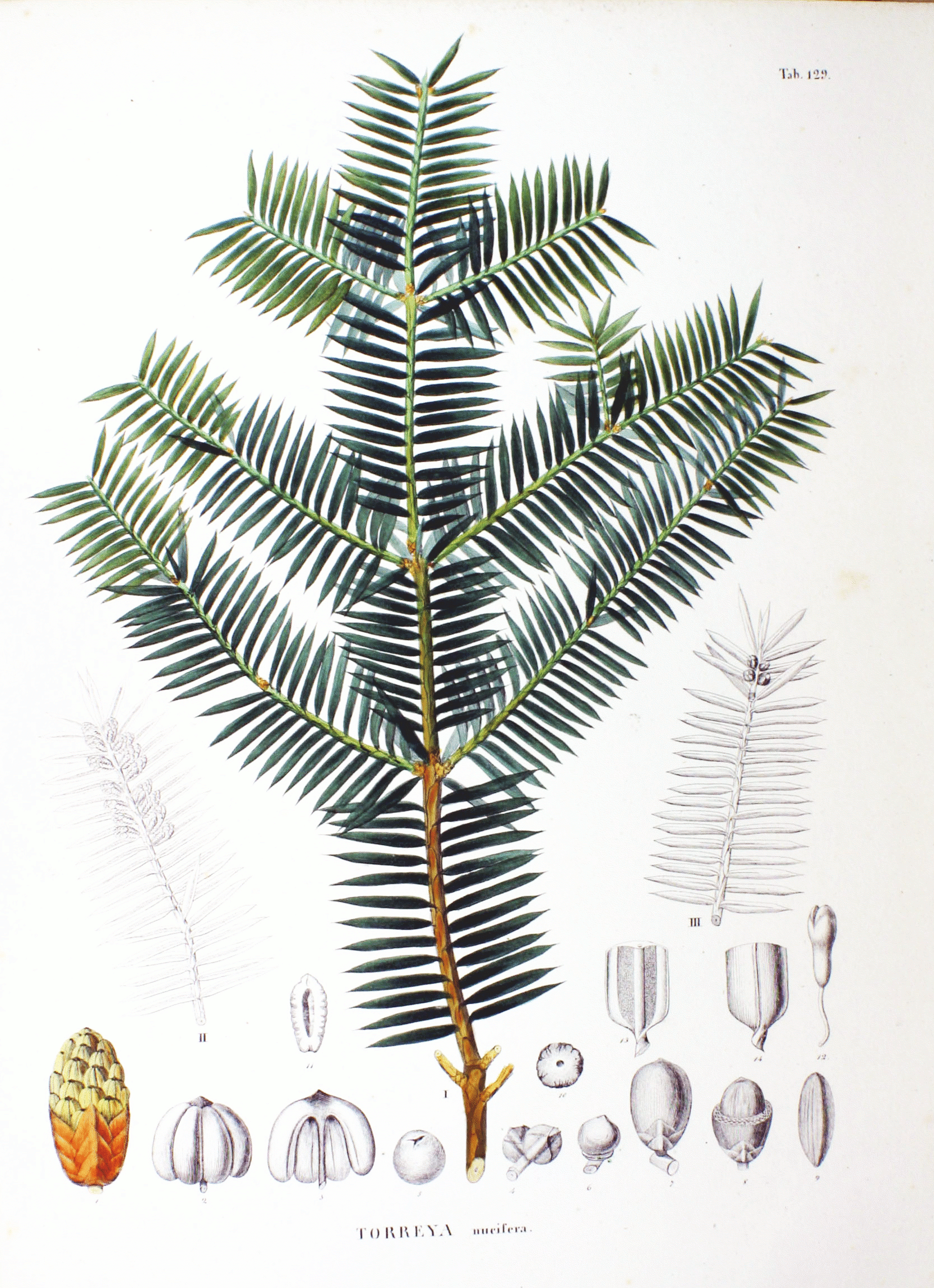
Illustration der Japanischen Nusseibe (Torreya nucifera)

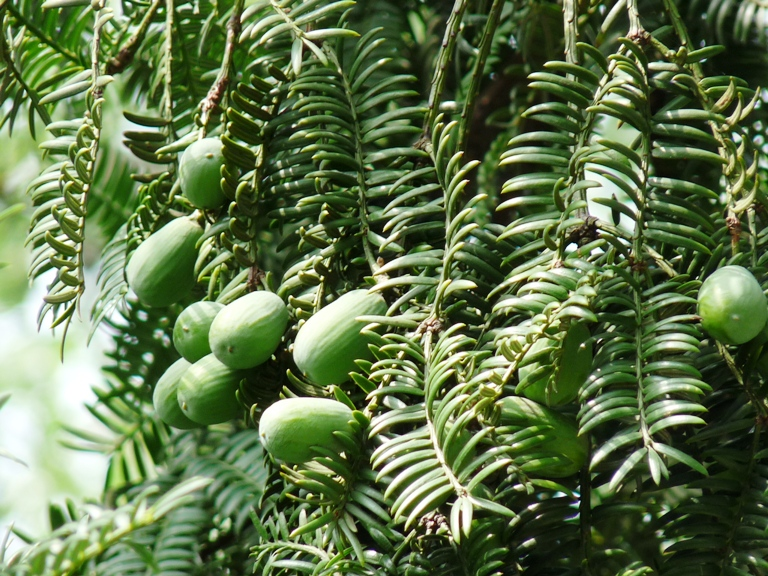
Vom grünen Arillus umhüllte Samen der Großen Nusseibe (Torreya grandis)

### Vegetative Merkmale
Nusseiben-Arten sind immergrüne Sträucher oder kleine Bäume. Die Äste sind in Wirteln und die Zweige fast gegenständig bis fast wirtelig angeordnet. Die Borke ist braun bis gräulich-braun. Die Nadeln scheinen zweireihig am Zweig angeordnet zu sein. Die Winterknospen besitzen einige kreuzgegenständig angeordnete Paare von Knospenschuppen. Der Sämling besitzt nur zwei Keimblätter (Kotyledonen).
Die Blätter sind kreuzgegenständig oder fast gegenständig und zweizeilig an den Zweigen angeordnet. Die an ihrer Basis gedrehten Blätter sind ledrig und lineal oder lineal-lanzettlich mit herablaufender Basis sowie scharf zugespitztem oberen Ende. Auf der etwas konvexen Blattunterseite sind zwei Stomatabänder und Harzkanäle vorhanden und der Mittelnerv ist mehr oder weniger undeutlich erkennbar.

### Generative Merkmale
Sie sind meist zweihäusig getrenntgeschlechtig (diözisch), sehr selten einhäusig (monözisch).
Die männlichen Zapfen stehen einzeln und seitenständig auf einem kurzen Schaft. Die männlichen Zapfen sind ellipsoid oder kurz säulenförmig und enthalten sechs bis acht Wirtel mit je vier Mikrosporophylle. Jedes Mikrosporophyll besitzt selten drei oder meist vier hängende Pollensäcke (Mikrosporangien).
Die weiblichen Blütenzapfen sind sitzend paarweise in den Blattachseln angeordnet.
Die weiblichen Blütenzapfen besitzen zwei Paare kreuzgegenständiger Zapfenschuppen und eine seitliche. Es ist nur eine aufrechte Samenanlage vorhanden. An der Basis der haltbaren Zapfenschuppen befindet sich ein sukkulenter Arillus. Dieser grüne Samenmantel (Arillus) umgibt den Samen; beide Strukturen zusammen wirken steinfruchtartig. Die Samen brauchen von der Befruchtung bis zur Reife im Herbst etwa zwei Jahre.
Die Chromosomengrundzahl beträgt x = 11; es liegen Chromosomenzahlen von 2n = 22 vor.

## Systematik und Verbreitung
Die Gattung Torreya wurde 1838 durch George Arnott Walker Arnott in Annals of Natural History, 1, S. 130–132 aufgestellt. Es gibt auch andere Veröffentlichungen für diesen Gattungsnamen, aber die von Arnott wurde als die gültige festgelegt. Der botanische Gattungsname Torreya ehrt den US-amerikanischen Arzt, Chemiker und Botaniker John Torrey (1796–1873). Ein Synonym für Torreya Arn. ist Tumion Raf.
Die Gattung Torreya besitzt heute ein disjunktes Areal mit Arten, die nur in Nordamerika (in den südöstlichen und westlichen USA) oder nur Asien (in China und Japan) vorkommen. Die Torreya-Arten kommen heute überwiegend an den Pazifikküsten vor und ihre Verbreitung deutet auf eine ehemals kontinuierliche Verbreitungszone über die Beringstraße hin.
Es gibt sechs Arten in der Gattung Torreya, die hier mit ihrem Verbreitungsgebiet angegeben sind:
- Kalifornische Nusseibe[7] (Torreya californica Torr.): Sie gedeiht nur im Küstengebirge sowie in der Sierra Nevada in Höhenlagen von 0 bis 2000 Metern in Kalifornien.[2]
- Torreya fargesii Franchet: Es gibt zwei Varietäten:[8]
  - Torreya fargesii Franchet var. fargesii (Syn.: Torreya grandis var. fargesii (Franchet) Silba): Sie gedeiht vereinzelt in Nadel- sowie Lorbeerwäldern in Höhenlagen von 1000 bis 1800 Metern in den chinesischen Provinzen westliches Hubei, nordwestliches Hunan, Jiangxi, südliches Shaanxi, Sichuan und vielleicht im südlichen Anhui.[8]
  - Torreya fargesii var. yunnanensis (W.C.Cheng & L.K.Fu) N.Kang (Syn.: Torreya yunnanensis W.C.Cheng & L.K.Fu, Torreya grandis var. yunnanensis (W.C.Cheng & L.K.Fu) Silba): Dieser Endemit gedeiht in Nadel- sowie Mischwäldern in warm-gemäßigten Gebieten als lokal häufiger Forstbaum in Höhenlagen von 1500 bis 3400 Metern nur im nordwestlichen Yunnan (in Gongshan Drungzu Nuzu Zizhixian, Lijiang Naxizu Zizhixian, Weixi Xian, Zhongdian Xian)[8]
- Große Nusseibe[7] (Torreya grandis Fort. ex Lindl.): Es gibt zwei Varietäten:[8]
  - Torreya grandis Fort. ex Lindl. var. grandis (Syn.: Torreya parvifolia T.P.Yi, Lin Yang & T.L.Long, Torreya fargesii subsp. parvifolia Silba,Torreya grandis var. chingii Hu, Torreya grandis var. dielsii  Hu, Torreya grandis var. merrillii Hu, Torreya grandis var. sargentii  Hu): Sie gedeiht auf Bergen und offenen Tälern in Höhenlagen zwischen 200 und 1400 Metern in den chinesischen Provinzen südliches Anhui, nördliches Fujian, nordöstliches Guizhou (nur in Songtao), westliches Hunan, südliches Jiangsu, nördliches Jiangxi sowie Zhejiang.[8]
  - Torreya grandis var. jiulongshanensis Z.Y.Li et al.: Sie wurde 1995 erstbeschrieben. Dieser Endemit gedeiht im Gebirge in Höhenlagen von etwa 800 Metern nur im Suichang Xian im südlichen Zhejiang.[8]
- Torreya jackii Chun: Sie gedeiht in Wäldern in Höhenlagen von 400 bis 1000 Metern in den chinesischen Provinzen nördliches Fujian, nordöstliches Jiangxi und südliches Zhejiang.[8]
- Japanische Nusseibe[7] (Torreya nucifera Sieb. & Zucc.), auch Japanische Stinkeibe genannt: Sie kommt ursprünglich nur in Japan und Korea vor. Sie wird auch als Zierpflanze verwendet.
- Eibenblättrige Nusseibe[7] (Torreya taxifolia Arn.): Dieser Endemit gedeiht in Höhenlagen von 15 bis 30 Metern nur entlang des Apalachicola River in Georgia (nur im Decatur County) und in Florida (nur in Gadsden, Jackson und Liberty County).[2]